# Ludowa Partia Górali Kaukaskich
Ludowa Partia Górali Kaukaskich (ros. Народная партия горцев Кавказа, Narodnaja partija gorcew Kawkaza) − emigracyjne kaukaskie ugrupowanie polityczne w latach 20. i 30. XX w.

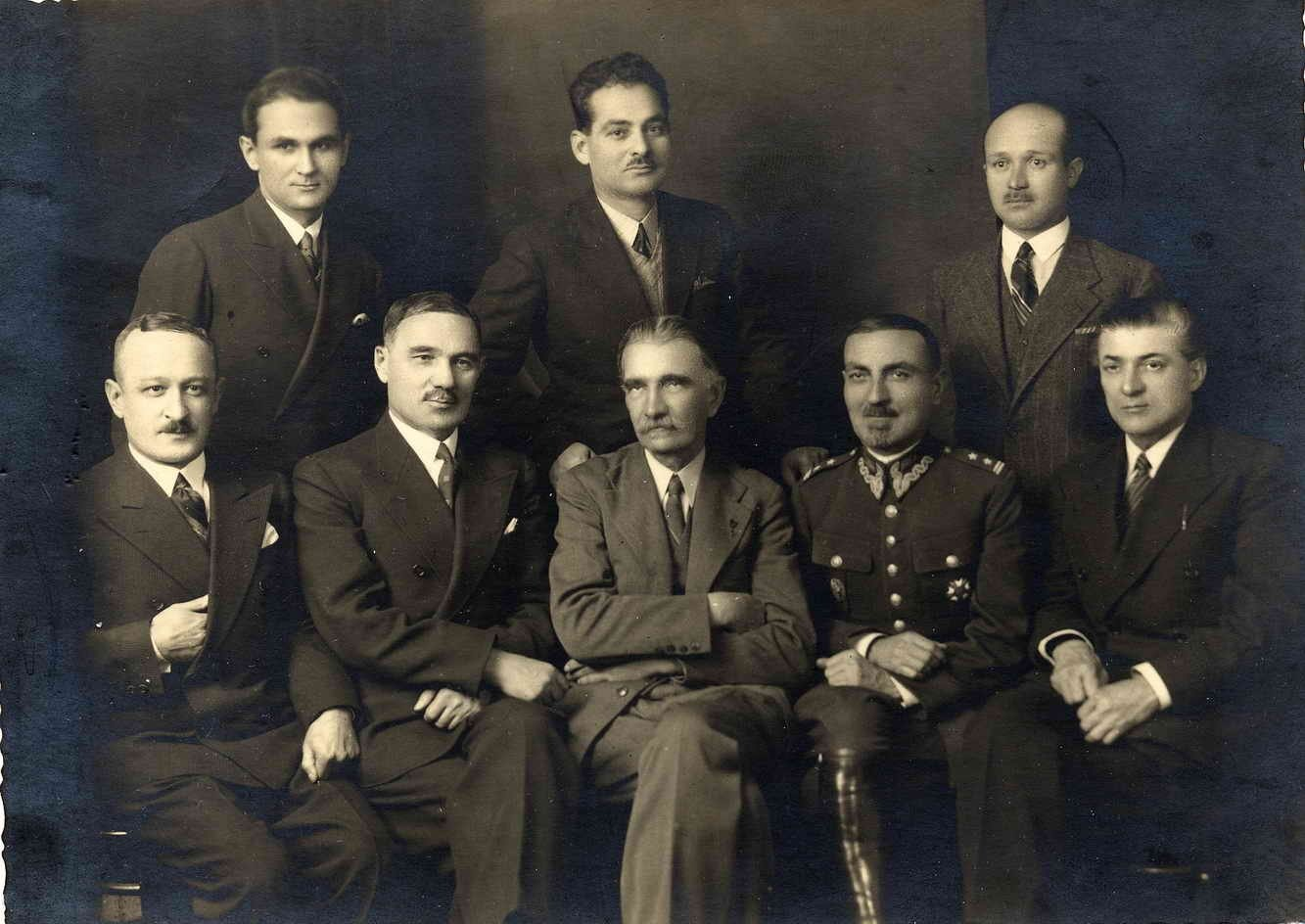
Członkowie Ludowej Partii Górali Kaukaskich w Warszawie. Stoją od lewej: Balo Bilatti, Barasbi Bajtugan, Ahmet Canbek Havjoko. Siedzą: Mahomet Chukua, Mahomet-Girej Sunsziew, senator Stanisław Siedlecki, pułkownik Bahauddin Churszyłow, Ibrahim Czulikow

W 1923 r. z inicjatywy studentów pochodzenia kaukaskiego został utworzony w Pradze Związek Górali Kaukaskich w Czechosłowacji. Jego organem prasowym było pismo „Кавказский Горец”, wydawane od 1924 r. W listopadzie 1926 r. Związek przemianowano na Ludową Partię Wolnych Górali Kaukaskich, zaś później na Ludową Partię Górali Kaukaskich. Była ona wspomagana organizacyjnie i finansowo przez polski wywiad w ramach rozwoju ruchu prometejskiego. W skład kierownictwa partii weszli: Muhammad Said Szamil jako sekretarz generalny, Mahomet-Girej Sunsziew, Bahauddin Churszyłow i Rieszid Szemiliew. W Paryżu powstał francuski oddział, w którym działali m.in. Barasbi Bajtugan, Adil-bek Kulatti, Kazichan Biessolti, Jajtek Kunduch, Ajtek Namitok, Elmurza Biekowicz-Czerkasski. Istniało tam też Biuro Informacyjne, wydające w latach 1929–1934 pismo „Górale Kaukascy”. W Warszawie organem prasowym Ludowej Partii Górali Kaukaskich stało się w 1934 r. pismo „Północny Kaukaz”. Partia zakończyła swoją działalność latem 1939 r. w wyniku ataku wojsk niemieckich na Polskę.